# Genarp
Genarp (gl. dansk. Gennerup) er en landsby og tidligere stationsby i Skåne i det sydlige Sverige.
Genarp ligger omtrent 20 km sydøst for Lund. Den har siden 1974 været en del af Lunds kommun. Byen har 3.180 (2023) indbyggere. I byen ligger Genarp Kirke.

## Historie
Genarp omtales første gang i 1313, dengang under navnet Genathorp. Den oprindelige landsby lå ifølge arkæologiske undersøgelser lige øst for middelalderkirken. Kirken er den eneste bevarede bygning fra gammel tid i Genarp. Den blev bygget i 1593 af Hack Holgersen Ulfstand.
Genarp var endestation for Malmö–Genarps Järnväg, som åbnedes 1894 og nedlagdes i 1948.
I landsbyen er der to små supermarkeder, to pizzeriaer og to skoler; Häckebergaskolan og Genarps skole. Kendte virksomheder i Genarp er Genarps lådfabrik, der fremstiller bl.a. paller i træ; Ottosons färg, der laver forskellige farver; og Erikshjälpen; en hjælpeorganisation med en stor forretning i netop Genarp.
Omkring landsbyen er der store skove med et rigt dyreliv og også nogle slotte. Det kendteste er Häckeberga slot.